# Euryceros prevostii
Il vanga dall'elmo (Euryceros prevostii Lesson, 1831) è un uccello della famiglia Vangidae, endemico del Madagascar. È l'unica specie del genere Euryceros.